# Policía Federal Argentina
La Polícia Federal Argentina (Polizia federale argentina, PFA) è una forza di polizia nazionale e federale dell'Argentina. La PFA ha distaccamenti in tutto il paese. Fino al 31 dicembre 2016, ha anche agito come agenzia di polizia locale nella capitale, Buenos Aires.

## Storia
La storia di questa forza può essere fatta risalire al 1580, quando il fondatore di Buenos Aires, il capitano Juan de Garay, istituì una milizia locale per difendersi da potenziali incursioni dei nativi indigeni. La Policía de Buenos Aires (Polizia di Buenos Aires) operò per i primi trecento anni fino al 1880, quando il processo di federalizzazione di Buenos Aires permise la creazione della Policía de la Capital (Polizia della Capitale).

## Organizzazione generale

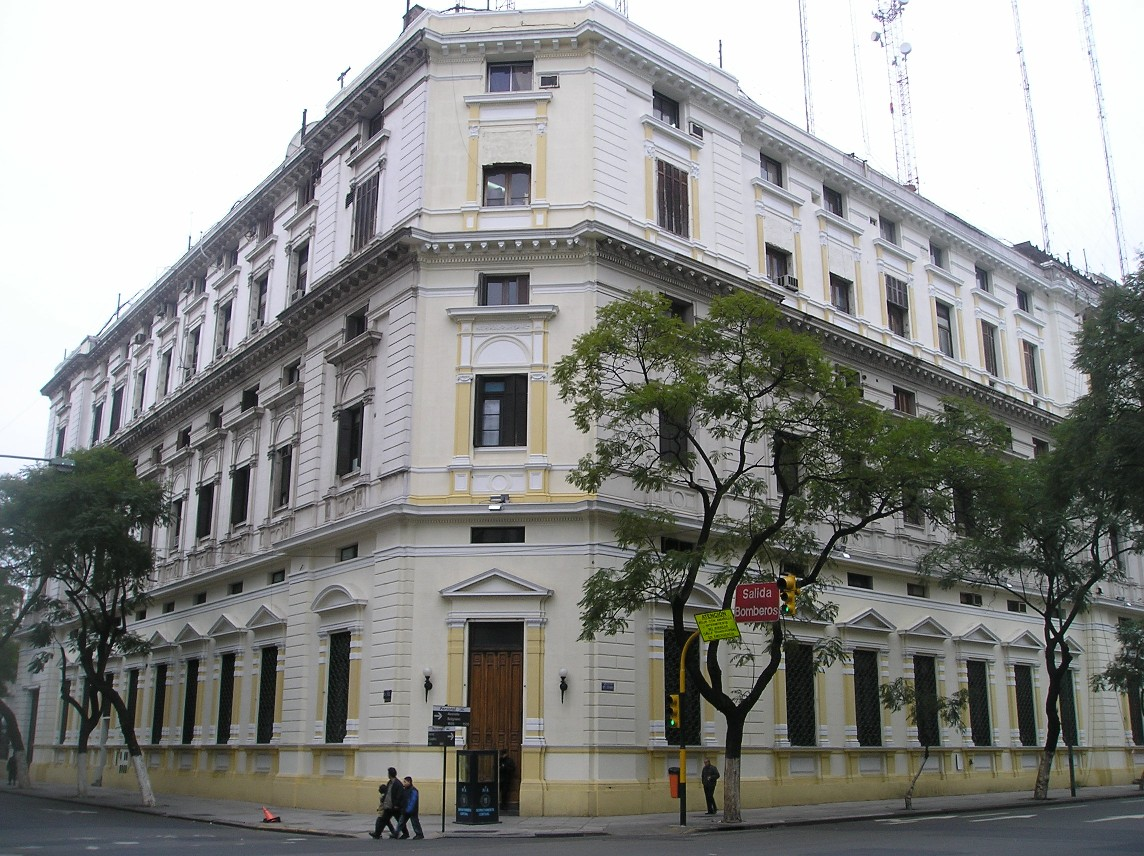
Sede della PFA

La PFA è subordinata al Ministero della sicurezza nazionale argentino. Al comando della forza è posto il capo della PFA, il Commissario generale, assistito dal vicecapo della PFA.
La sede del corpo, conosciuta come Dipartimento centrale della polizia (Departamento Central de Policía), si trova in via Moreno, 1650, a Buenos Aires.
La forza è responsabile delle indagini sui crimini che potrebbero verificarsi in due o più province o sui crimini che rientrano nella giurisdizione federale esclusiva, come il traffico di droga, i crimini ambientali e la tratta di esseri umani.
Ha un'agenzia di intelligence (Inteligencia de la Polícia Federal Argentina) e un istituto universitario (Istituto universitario della Polícia Federal Argentina) che permette, tra gli altri, il conseguimento di lauree in giurisprudenza, criminologia e pubblica sicurezza.
L'ente è organizzato in 13 soprintendenze, da cui dipendono gli altri suoi organi. Le sue 53 commissioni e le altre unità operative e amministrative della città di Buenos Aires passarono sotto l'autorità della Polizia della Città di Buenos Aires.

## Grupo Especial de Operaciones Federales (GEOF)
Il GEOF è un'unità tattica della Polícia Federal Argentina, addestrata per missioni antiterrorismo e antidroga. Tra i suoi compiti vi rientra la protezione dei capi di stato che visitano il paese e il salvataggio di ostaggi.
È composto da un gruppo d'élite di azione rapida impiegato in situazioni di grande difficoltà.